# Lord Jim (1965)
Lord Jim ist ein britisch-amerikanischer Abenteuerfilm aus dem Jahr 1965. Regie führte Richard Brooks, die Hauptrolle wurde von Peter O’Toole gespielt. Es handelt sich um eine Verfilmung des gleichnamigen Romans von Joseph Conrad. Die Erstaufführung in der Bundesrepublik Deutschland fand am 3. September 1965 statt.

## Handlung
Jim, ein tüchtiger und pflichtbewusster Offizier der britischen Handelsmarine, heuert nach einer Verletzungspause auf dem altersschwachen Dampfer Patna an, der zahlreiche Muslime aus dem chinesischen Meer nach Mekka befördert. Als die Patna in einem schweren Sturm zu sinken droht, lässt sich Jim gegen seine Überzeugungen von der restlichen Besatzung dazu überreden, in ein Rettungsboot zu springen und das Schiff samt Passagieren im Stich zu lassen. Im nächsten Hafen stellt sich heraus, dass die Patna mit allen Passagieren von einem französischen Frachter gerettet wurde. Während die anderen Besatzungsmitglieder untertauchen, stellt sich Jim der Justiz und wird wegen Feigheit unehrenhaft aus der Handelsmarine entlassen. Sein weiteres Leben ist geprägt von dem Willen, diese Schuld auszugleichen.
Als Schauermann in einem nicht namentlich genannten südostasiatischen Hafen beweist er Mut, indem er ein Boot mit explosiver Ladung, auf dem Feuer gelegt wurde, in Sicherheit bringt. Davon beeindruckt, bietet Stein, der zuständige Leiter der „Far East Trading Company“, Jim an, die gesamte Waffenlieferung auf einem gefährlichen Weg zur abgelegenen Siedlung Patusan zu bringen, dessen Bevölkerung von einem Tyrannen, dem „General“, unterdrückt wird. Jim liefert unter großen Gefahren und Entbehrungen nicht nur die Waffen ab, sondern übernimmt selbst die strategische Planung und Durchführung des Aufstandes. Mit Jims klugen Ideen und mutigem Handeln wird der „General“ besiegt und seine Festung gesprengt. Danach wird Jim von den Einwohnern als „Lord Jim“ verehrt, findet eine Partnerin und kann sich auf ein ruhiges Leben freuen.
Der aalglatte Verräter Cornelius ist entkommen und tut sich mit dem skrupellosen 'Gentleman Brown' zusammen, um den in Patusan verbliebenen Schatz des „Generals“ zu holen. Ihr Überfall auf das Dorf wird zwar zurückgeschlagen, aber mehrere Einwohner kommen dabei ums Leben, darunter Ruan, ein kleiner Junge, mit dem Jim eng befreundet war. Jim lässt Brown in einem Waffenstillstand frei abziehen, wird jedoch von diesem hintergangen. Der zweite hinterlistige Angriff Browns wird von Jim und Dain Waris vereitelt, dem Sohn des Dorfchefs Du-Ramin. Dabei wird Waris verletzt und stirbt nach dem Kampf. Da Jim sich zuvor mit seinem Leben dafür verbürgt hat, dass es keine weiteren Opfer geben werde, nimmt ihn Doramin beim Wort und fordert sein Leben, stellt es ihm jedoch frei, Patusan noch vor dem Morgen für immer zu verlassen. Jim ist entschlossen, nie wieder vor den Folgen eines Fehlers zu fliehen. Er stellt sich Du-Ramin, lässt sich widerstandslos von ihm erschießen und wird in allen Ehren mit den Gefallenen bestattet.

## DVD-Veröffentlichung
Der Film wurde im September 2004 in Deutschland auf DVD veröffentlicht. Die DVD enthält den Ton auf Deutsch, Englisch, Italienisch, Französisch und Spanisch.  Bei der ursprünglichen deutschen Erstaufführung weggelassene Szenen wurden hier wieder eingefügt, jedoch nicht synchronisiert, sondern nur untertitelt.

## Kritiken
„Eindrucksvoll im Aufwand der atmosphärischen Schilderung, doch oberflächlich in der Psychologisierung seiner Hauptperson“, befand das Lexikon des internationalen Films. Prisma nannte Lord Jim „[e]in beeindruckendes Filmwerk […], das alles bietet, was ein Kinoliebhaber begehrt: eine packende Story, brillante Bilder mit exotisch-dichter Atmosphäre und einer exzellenten Darsteller-Crew, allen voran Peter O’Toole.“
Cinema sprach von einem „vorbildlich fotografierten Abenteuer“, einer „bildschöne[n] Mixtur aus Waffenexport und Urlaub“ und „ein[em] farbenprächtige[n], exotische[n] Breitwand-Abenteuer“.